# Castellammare del Golfo

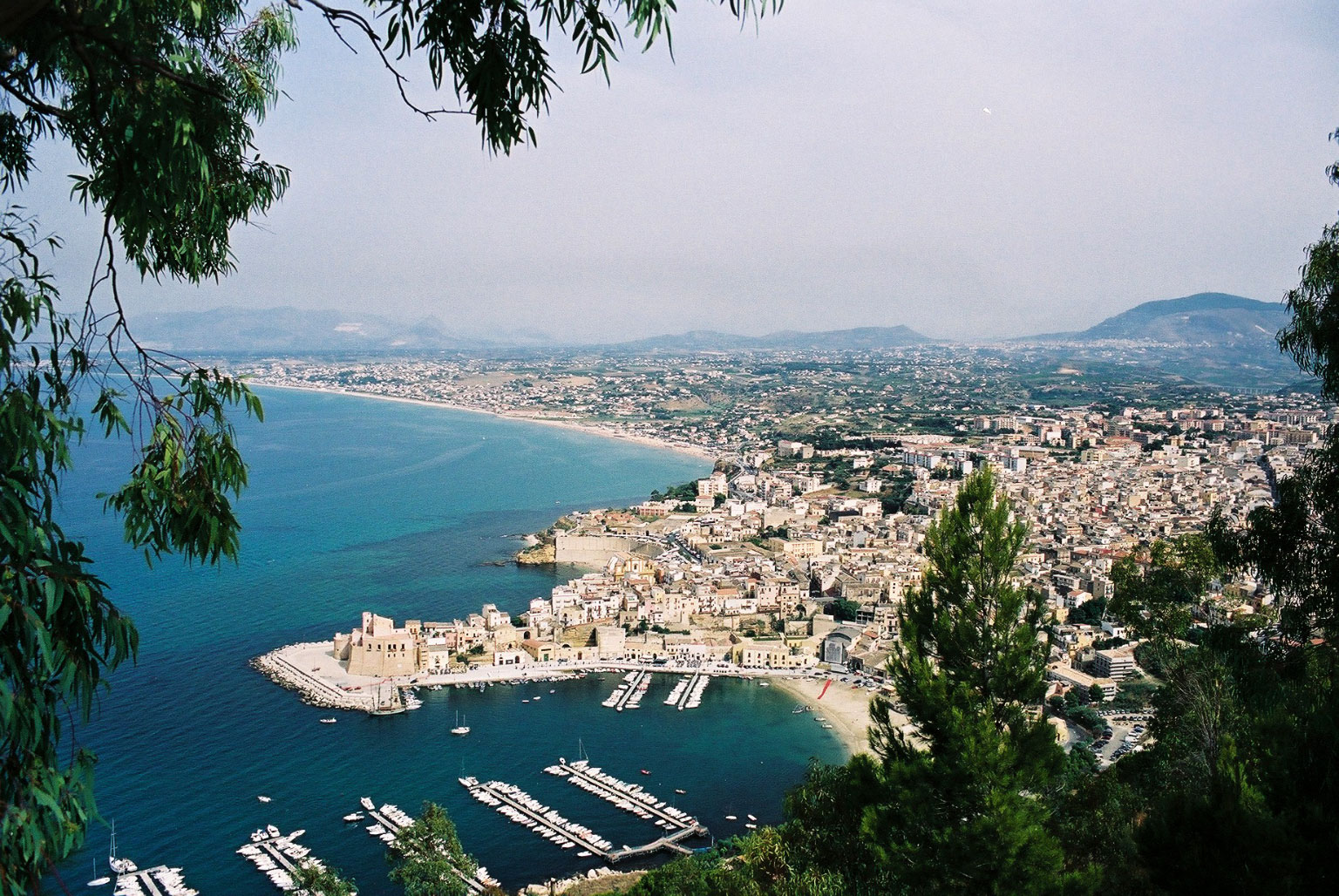
Blick auf Hafen, Kastell und Stadt

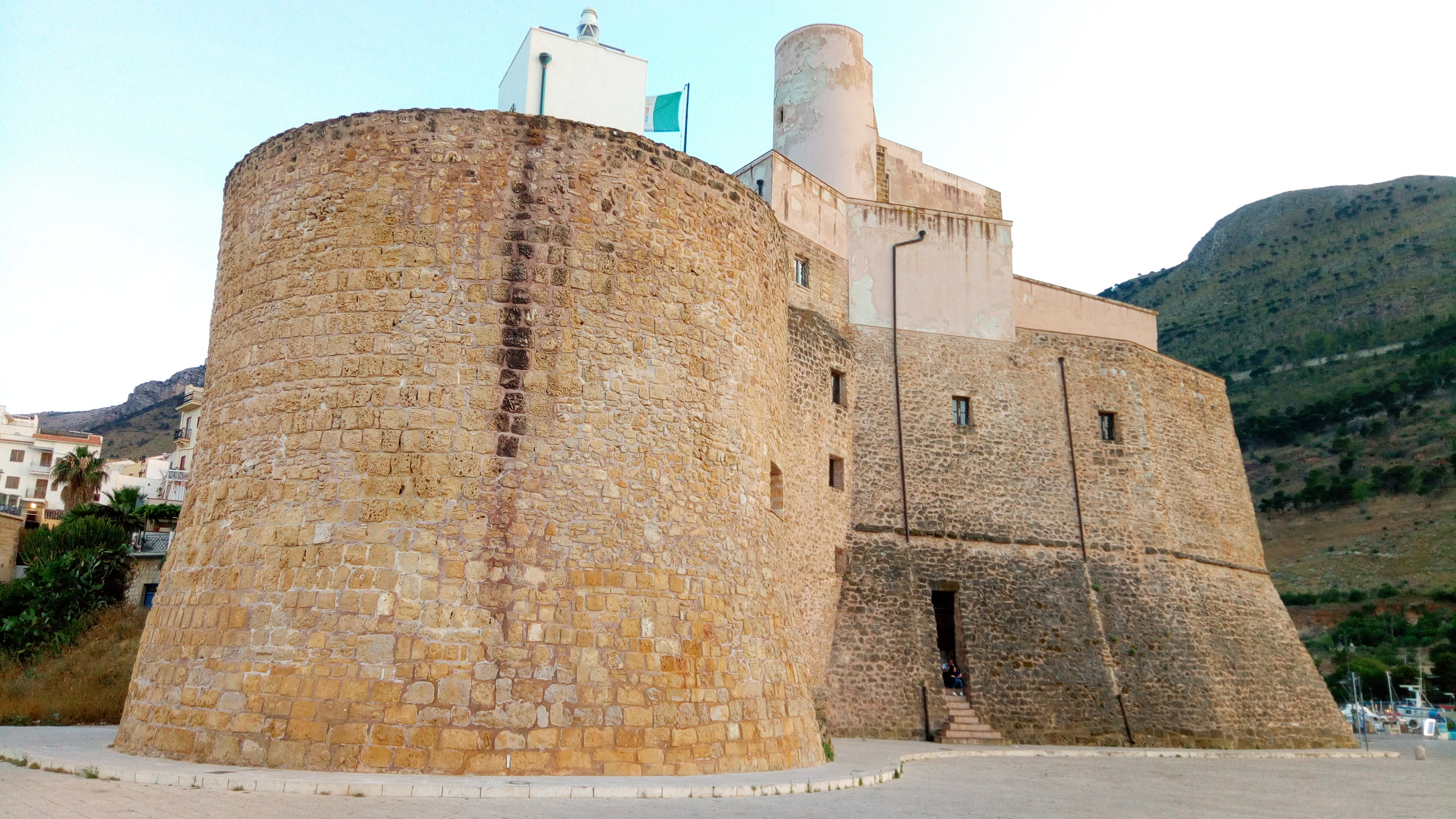
Kastell aus dem 14. Jahrhundert

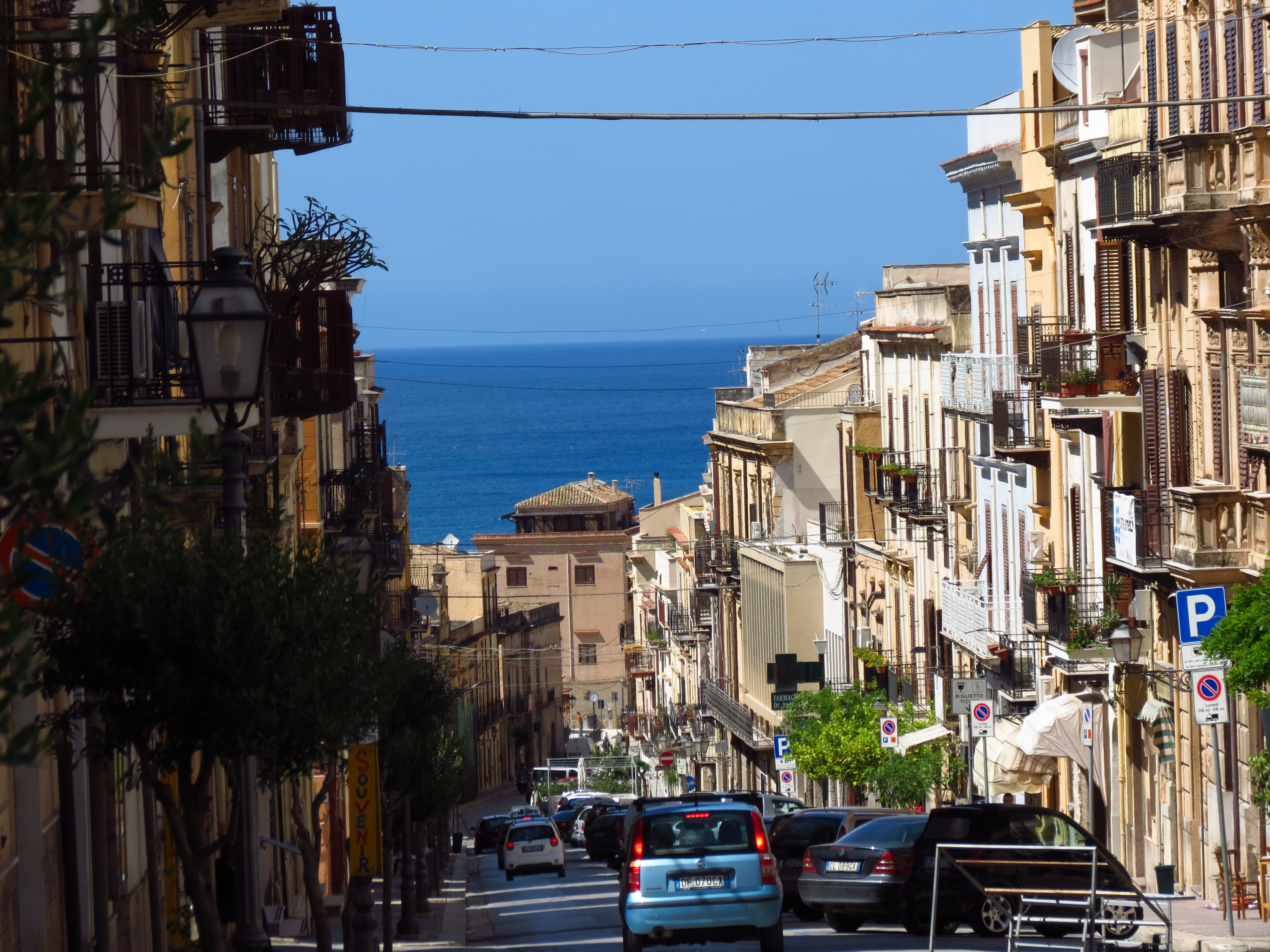
Castellammare del Golfo

Castellammare del Golfo ist eine italienische Gemeinde im Freien Gemeindekonsortium Trapani in der Autonomen Region Sizilien mit 14.691 Einwohnern (Stand 31. Dezember 2023).

## Lage und Daten
Die Gemeinde liegt 40 km östlich von Trapani und 67 km westlich von Palermo, am Scheitelpunkt des Golfs von Castellammare, der sich zum Tyrrhenischen Meer hin öffnet. Der Ort bedeckt eine Fläche von 127 km². Die Einwohner leben von der Landwirtschaft, der Möbelindustrie, der Marmorverarbeitung und vom Tourismus. Die Gemeinde ist Mitglied der Regione Agraria n. 2 – Colline litorale di Erice und des Patto Territoriale Golfo di Castellammare; wegen der Terme Segestane gilt sie auch als Thermalort.
Die Ortsteile sind Balata di Baida, Castello Inici, Dagala Secca, Fraginesi und Scopello.
Die Nachbargemeinden sind Alcamo, Buseto Palizzolo, Calatafimi Segesta, Custonaci und San Vito Lo Capo.
Castellammare del Golfo liegt an der SS 187 und an der Bahnstrecke Palermo–Trapani. Die Fahrzeit nach Trapani beträgt ca. 1 Stunde und nach Palermo ca. 1,5 Stunden. Die nahe gelegene A29 kann über eine eigene Zufahrtsstraße zur Anschlussstelle Castellammare del Golfo erreicht werden.

## Geschichte
In der Antike war der Ort Hafen für Erice und für Segesta, eine der wichtigsten Städte der Elymer. Die Araber entwickelten die Stadt weiter und bauten ein Kastell mit trapezförmigem Grundriss, das nur über eine abnehmbare Holzbrücke erreicht werden konnte. Al-Idrisi, der Geograph Rogers II. beschreibt Al Madarig so genau, dass es mit der heutigen Anlage identifiziert werden kann, obwohl keine erkennbaren Bauteile auf die arabische oder normannische Zeit zurückgeführt werden können. Es wurde durch Friedrich II. von Sizilien zu Beginn des 14. Jahrhunderts zunächst zerstört und dann wieder aufgebaut. Weitere Umgestaltungen erfolgten im 16. Jahrhundert.
Wirtschaftlichen Aufschwung brachte der Thunfischfang. Im Ortsteil Scopello befindet sich noch eine Tonnara, eine ehemalige Thunfischfangstelle.
Der Krieg von Castellammare, ein blutiger Machtkampf innerhalb der Mafia in New York City um 1930, bezieht seinen Namen von dem Ort, da einige der Kontrahenten aus Castellammare del Golfo und dessen Umland stammten.

## Bauwerke und Stadtbild
- Pfarrkirche Maria Santissima del Soccorso aus dem 17. und 18. Jahrhundert
- Kastell aus dem 14. Jahrhundert, heute Sitz des Polo museale “La Memoria del Mediterraneo” mit den Abteilungen Museo dell’Acqua e dei Mulini (Museum für Wasser und Mühlen), Museo delle Attività Produttive (Fondazione “Annalisa Buccellato”) (Gewerbemuseum), Museo Archeologico und Museo delle Attività Marinare (vor allem der Thunfischerei gewidmet)
- Scopello, das Touristenzentrum von Castellammare del Golfo

## Umgebung
- Terme Segestane, warme schwefelhaltige Quellen 7 km südlich der Stadt, località Ponte Bagni
- Riserva naturale dello Zingaro, ein Naturreservat
- Monte Inici

## Söhne und Töchter der Stadt
- Antonio Veneziano (1543–1593), italienischer Dichter
- Salvatore Maranzano (1886–1931), Boss der Bonanno-Familie
- Giuseppe Aiello (1890–1930), Mafioso in Chicago, Präsident der Unione Siciliana, Gegenspieler von Al Capone
- Stefano Magaddino (1891–1974), Mafiaboss von Buffalo
- Joseph Magliocco (1898–1963), Mafioso
- Joseph Bonanno (1905–2002), Boss der später als Bonanno-Familie klassifizierten US-amerikanischen Mafia-Clan in New York City
- Bernardo Mattarella (1905–1971), Politiker
- Carmine Galante (1910–1979), Mafioso
- Anton Guadagno (1925–2002), Dirigent
- Piersanti Mattarella (1935–1980), Präsident der Region Sizilien
- Emanuele Di Gregorio (* 1980), Sprinter

## Filme, gedreht in Castellammare del Golfo
- Ocean’s 12
- Avenging Angelo
- Commissario Montalbano, Il senso del tatto